# Arthuriomyces peckianus
Arthuriomyces peckianus är en svampart som först beskrevs av Howe, och fick sitt nu gällande namn av Cummins & Y. Hirats. 1983. Arthuriomyces peckianus ingår i släktet Arthuriomyces och familjen Phragmidiaceae.   Inga underarter finns listade i Catalogue of Life.